# Malattia di Gerstmann-Sträussler-Scheinker
La sindrome di Gerstmann-Sträussler-Scheinker (GSS) è una malattia neurodegenerativa molto rara e a carattere prettamente familiare con ereditarietà autosomica dominante, classificata come encefalopatia spongiforme trasmissibile (TSE).
Prende il nome dai neurologi austriaci Josef Gerstmann, Ernst Sträussler, ed Isaac Scheinker.

## Epidemiologia
Colpisce pazienti da 30 a 60 anni. L'esatta incidenza della malattia è sconosciuta, ma si stima sia tra 1 caso ogni 10 000 000 persone.

## Eziologia
È una delle poche malattie causate dai prioni, una classe di proteine patogene e mutate altamente resistenti alle proteasi. Nella forma classica, la mutazione della proteina PrP avviene a livello del codone P102L. In altre mutazioni a livello dei codoni F198S (Indiana Kindred), Q217R e A117V esitano verso una forma dominata da demenza e parkinsonismi. Inoltre è riconosciuta una mutazione a livello del codone P105L caratterizzata da demenza tardiva e paraparesi spastiche.

## Clinica
La malattia di Gerstmann-Sträussler-Scheinker è una malattia da prioni rarissima che colpisce circa 1 persona ogni 10 000 000.
Come la malattia di Creutzfeldt-Jakob, la malattia di Gerstmann-Sträussler-Scheinker è una malattia da prioni. Tuttavia, è molto meno comune. Di solito inizia prima nella vita (colpisce le persone tra i 30 e i 60 anni, con incidenza massima tra i 40 ed i 60 anni) e progredisce più lentamente (con un'aspettativa di vita media di 5 anni).
È autosomica-dominante: questo significa che se una persona è ammalata di questa malattia, i figli hanno almeno il 50% di possibilità di contrarre la malattia nella loro vita. Di solito, i primi sintomi sono dolori alla schiena ed alle gambe, che resistono anche se trattati con potenti antidolorifici. Seguono goffaggine, instabilità e cadute a terra quando si cammina (disordini del movimento). Parlare diventa difficile (disturbo chiamato disartria). Anche mangiare diventa sempre più difficile e spesso nei pazienti viene inserita la PEG (Gastrostomia Endoscopica Percutanea) per l’alimentazione. Nelle fasi finali si sviluppa la demenza, nistagmo (rapido movimento degli occhi in una direzione, seguito da una più lenta deriva nella posizione originale) e può svilupparsi sordità. La coordinazione muscolare si perde.
I muscoli possono diventare rigidi. Di solito, i muscoli che controllano la respirazione e la tosse sono compromessi, con conseguente alto rischio di polmonite, che è la causa più comune di morte insieme alla setticemia. La diagnosi della malattia di Gerstmann-Sträussler-Scheinker è suggerita da sintomi tipici e da una storia familiare della malattia ed è confermata da test genetici. Non è disponibile alcun trattamento efficace. I trattamenti odierni si concentrano sull'alleviamento dei sintomi.

## Trattamento e prognosi
Non esiste ad oggi nessuna cura per la GSS, e sebbene il tempo massimo di sopravvivenza sia di 10 anni, a seconda del tipo di mutazione presente i pazienti raramente sopravvivono più di 5 anni.
Solo alcuni farmaci, come il pentosano polisolfato sodico intraventricolare, hanno dimostrato di rallentare, sebbene di poco, la malattia. In fase di sperimentazione vi sono poi l'anticorpo monoclonale PRN100 e l'antisenso oligonucleoclutide.